# Tennis Borussia Berlin (football féminin)
 (avril 2024).
Si vous disposez d'ouvrages ou d'articles de référence ou si vous connaissez des sites web de qualité traitant du thème abordé ici, merci de compléter l'article en donnant les références utiles à sa vérifiabilité et en les liant à la section « Notes et références ».
L'équipe féminine du Tennis Borussia Berlin a été créée en 1969 et a été promue dans la Bundesliga nouvellement créée en 1991, où elle a joué pendant six ans. Après deux relégations en Regionalliga en 1997 et 2003, elle a participé avec succès à la 2.Bundesliga à partir de 2004. En 2009, le club est devenu champion de la ligue et a été promu en Bundesliga, mais le club a de nouveau été relégué la saison suivante et connaitra une autre relégation en 3e division en 2011-2012.
Pour la saison 2012-2013, le club retire son équipe de la Regionalliga et n'inscrit qu'une équipe au football à sept en Verbandsliga (qui est le 6ème niveau du football allemand). Après la saison 2017-2018 le club se retire totalement du football féminin.